# 平盛子
平 盛子（たいら の もりこ/せいし、保元元年（1156年）- 治承3年6月17日（1179年7月23日））は、摂政・近衛基実の正室（北政所）。父は平清盛、母は不詳。近衛基通の養母。後に高倉天皇准母として准三宮に叙せられ、白河殿・白河准后と号する。

## 経歴
保元の乱で摂関家は武力組織を解体され、その勢力を大幅に後退させた。苦境に立たされた大殿・藤原忠通は娘の藤原育子を二条天皇の中宮として摂関家再興を目指すが、長寛2年（1164年）2月19日、志半ばで没した。清盛はこの機を捉え、4月10日、後継者で22歳の基実に9歳の盛子を嫁がせる。摂関家としても若年の基実は心もとなく、後ろ盾が必要な状況だった。摂関家政所は長寛2年（1164年）の段階ではまだ旧来の摂関家家司で構成されていたが、翌長寛3年（1165年）には平宗盛・重衡が加わるなど平氏の進出が顕著となっている。
永万元年（1165年）7月28日に二条天皇が崩御し、基実も翌永万2年（1166年）7月26日に24歳で急死した。基実の子・基通は7歳と幼少であり、後任の摂政には松殿基房が就任する。この時、摂関家家司の藤原邦綱は殿下渡領・勧学院領・御堂流寺院領（氏院寺領）を除く膨大な私的家領・代々の日記宝物・東三条殿を盛子が伝領するよう策動し、自らは盛子の後見となった。この結果、清盛は盛子の父として、摂関家領荘園の実質的管理を継続することになる。一般的に平氏による「摂関家領の横領」と呼ばれる事件であるが、これはあくまで、盛子が養母となっていた基通が成人するまでの一時的な措置という建前であり、憲仁親王（後の高倉天皇）擁立のため平氏との連携を模索していた後白河上皇もこれを認めた。10月10日の憲仁立太子の儀式は、盛子の住む摂関家の正邸・東三条殿で盛大に執り行われた。
わずか11歳で実質的な摂関家の家長となった盛子は、翌仁安2年（1167年）11月10日、白河押小路殿に移って「白河殿」と称されるようになる。11月18日には憲仁の准母として従三位となり、准三宮を宣下された。後家となった盛子には藤原師長や松殿基房との再婚の噂が流れたが、結局は実現しなかった。
夫の没後は、基通の養育の傍らで氏族内部の行事の遂行などを円滑にこなしていたが、治承3年（1179年）春より不食を煩い、6月17日、白河押小路殿において夫と同じ24歳で死去した。
九条兼実は「異姓の身で藤原氏の所領を押領したので春日大明神の神罰が下った」という世間の噂を「どうして14年間も罰が下らなかったのか」と一笑に付し、理に任せて遺領を配分するなら関白・氏長者の基房が主要な荘園を伝領し、基通や他の基実子女にもそれぞれ分け与えるのが妥当だが、そうはならず、公家（高倉天皇）が全て伝領して藤氏の家門は滅亡するだろう、と嘆いている。
盛子が死去した時、清盛が厳島参詣で不在にもかかわらず平氏の対応は迅速で、わずか2日後の19日には、平時忠が中山忠親に「庄園一向に主上に附属し奉られ了はんぬ」と通告し、20日には九条兼実も「白川殿の所領已下の事、皆悉く内の御沙汰あるべし」という情報を入手している。これは、盛子が准母となっていた高倉天皇の権威を盾に基房の抵抗を封じ込めると同時に、基通が成長して関白・氏長者になるまでの時間稼ぎと見られる。
この措置に不満を募らせた松殿基房は、氏長者として遺領相続の権利があることを後白河院に訴える。『愚管抄』には「白川殿ウセテ一ノ所ノ家領文書ノ事ナド松殿申サルル旨アリ。院モヤウヤウ御沙汰ドモアリケリ」とあり、基房の訴えを聞いた後白河院が遺領問題に介入したとする。やがて「内の御沙汰」となったはずの盛子遺領は、院近臣・藤原兼盛が白河殿倉預に任じられて後白河院の管理下に入った。これは高倉天皇領に対して、皇家の家長の権限を行使したものと考えられる。この時期、在位中の天皇の所領管理は後院が行っており、皇家の家長である治天の君が後院を掌握していた。
盛子の死による摂関家領の帰属問題は、治承三年の政変による後白河院と清盛の全面衝突を惹起することになる。